# 嶋方淳子
嶋方淳子（日语：／ Shimakata Junko，1967年8月12日—），日本女性配音員。出身於神奈川縣厚木市。青二Production所屬。已婚。身高152cm。A型血。
代表作有《興致高昂○○大放送》、《勇者鬥惡龍》（卡卡）、《遙遠時空》（小天狗）、《真·三國無雙》系列（大喬、小喬）。

## 來歷
嶋方淳子在觀看電視動畫《小甜甜》後，決定要成為一名配音員，並在進入高中後開始認真追求這個目標。那時她是三矢雄二的粉絲。然而，當她剛進入高中時，卻加入了網球社，以獲取表演的基本體力（這是因為她欣賞《網球甜心》），但她最終還是決定追求自己喜歡的東西。也擔任話劇社社長。
高中2年級時，她在短波電台的《日本全國YAROMERO唐！》上聽到了一則主持人試鏡的廣告而報名。通過考試後，她擔任《興致高昂○○大放送》主持人。節目中不僅有「淳子的獨角戲」、「這裡是文藝社，社長是我」等發揮戲劇經驗的單元，還有展現演技的廣播。起初，當有人向她指出說她有「（糟糕）」的習慣時，她很緊張。另外，在這個在開放播音室公開播出的節目中，負責節目的角色警告吵鬧的聽眾「安靜」，甚至有一次聽眾說她「（淳姐）」。另一方面，當她講述「我撿到3隻被雨淋得失去了喵叫能力被遺棄的貓帶回家，但當我回到家時，其中1隻已經死了」的故事時，她在廣播中哭泣，令聽眾感到驚訝。在節目中，她說她夢見與朋友們喝酒玩樂，儘管當時她還未成年，但節目中卻開始流傳著「（淳姐是個酗酒者）」的謠言，還有一次是她在《興致高昂○○大放送》的特別節目和同一節目的音樂會上，被迫演唱Barracuda的「日本全國飲酒合唱曲」。
高中畢業後，她進入短期大學，主修工商管理。在短大1年級之前，她一直擔任《興致高昂○○大放送》主持人。
之後，她作為青二塾東京校第9期生入學，畢業後她作為配音員首次亮相。

## 人物
資格、執照：色彩檢定2級、秘書士、普通汽車執照、PADI OP（潛水執照）。
興趣：水肺潛水、戲劇鑑賞、漫畫、邊走邊吃。特長：插畫、編劇、手機照片、色彩療愈。

## 演出
粗體字表示主要角色。

### 電視動畫
1989年
- 奇天烈大百科（敦、直美、辣妹A、年輕婦人、銀行員、主婦、健太）
- 勇者鬥惡龍（1989年—1991年，卡卡、露娜）

1990年
- 西瓜皮先生（店員）
- 七龍珠Z（艾米、護士）
- 夠了！阿太郎 (1990年版)（日语：もーれつア太郎）（女孩子、瑪麗琳、女學生B、紅嬰、豬小孩）
- 長腿叔叔

1991年
- 青澀花園
- 百戰小奇兵
- 金魚注意報（牛惠、牛江）
- 蓋特機器人號（機上乘務人員）
- 神通小精靈（1991年—1992年，女生徒、摩果果、女孩子、女學生）
- 魔法使莎莉 (1989年版)（園童、繪里香、女學生A）

1992年
- 宇宙小超人 3000萬光年尋找母親（日语：ウルトラマンキッズ 母をたずねて3000万光年）（小老太婆）
- 超仙魔大戰（小孩）
- 小小男子漢（1992年—1993年，川上光一的妻子、男孩子B、久美子）
- 美少女戰士（小原杏、小孩、女學生）
- 幻影真帆（日语：まぼちゃん旅行記）（兒子）

1993年
- 蠟筆小新（1993年—2002年，霸凌的孩子B、藤原一郎）
- GS美神（窗口辣妹、女孩子、一目小僧、小孩、白雪公主、船上幽靈）
- 歡樂的楊柳鎮（摩西）

1995年
- 動畫世界的童話（日语：世界名作童話シリーズ ワ〜ォ!メルヘン王国）（三男）
- 守護天使莉莉佳（瑪露露、美沙）
- 空想科學世界（妖精、妖精A）
- 羅密歐的藍天（卡洛）

1996年
- 無家可歸的孩子蕾米（娜娜·巴布朗）
- 鬼太郎 (第4作)（1996年—1997年，健、次郎、巴士導遊、正廣）
- 哆啦A夢 (大山羨代版)（1996年—1999年，少年B、少年C、青橋）
- 名犬萊西（派翠克）

1997年
- 中華一番！（蘭飛鴻〈小時候〉）

1998年
- 鋼鐵新世紀（日语：鉄コミュニケイション）（觸發機）
- 忍者亂太郎（1998年—2025年，澀鬼[10]、初島孫次郎[10] 等）
- 危險調查員（女學生）

2000年
- 爆裂戰士戰藍寶（トグル）

2001年
- 麵包超人（2001年—2019年，柏餅人、雲丸）
- 戰鬥陀螺（2001年—2003年，奇奇）2系列

2002年
- 我們這一家（2002年—2003年，學生4、智美）

2003年
- 名偵探柯南（2003年—2023年，山本健一、大野高美、町側貞子）

2004年
- 遙遠時空 ～八葉抄～（小天狗）

2006年
- Soul Link（優·山並）

2008年
- 鬼太郎 (第5作)（嬰兒）

### 電影動畫
- 隨風而逝的記憶（1990年）
- 七龍珠Z：兩人面臨危機！超戰士難以成眠（日语：ドラゴンボールZ 危険なふたり!超戦士はねむれない）（1994年，可可[11]）
- （1996年，良夫）
- 喀喀喀的鬼太郎：妖怪午夜棒球（1997年，眼鏡男[12]）
- 劇場版 遙遠時空 舞一夜（2006年，小天狗）

### OVA
1990年
- 變形金剛Z（マイクロトランスフォーマーA）

1991年
- 含羞草（女孩子、壘球社社員B、負責女子、社員、社員B）

1992年
- 潮與虎（保健室老師）

1993年
- 幸運騎士 在世間的幸運冒險者們（日语：フォーチュン・クエスト）（畢特）

1995年
- Idol Project（日语：アイドルプロジェクト）
- 鬼切丸（日语：鬼切丸 (漫画)）（園童）
- 黃金小子（社員D）
- 卒業 ～Graduation～（加藤美夏）
- 妖精姬蓮恩（日语：妖精姫レーン）（寶田豪的母親）

1996年
- Tattoon★Master（日语：タトゥーン★マスター）（尼克）
- 結婚 ～Marriage～（加藤美夏）

### 網路動畫
- 小惠（2008年，壺）

### 遊戲
1990年
- 迷宮的Elphine（加雅）

1991年
- CALII（弗洛里安）

1993年
- 卒業系列（1993年—2005年，加藤美夏）4作品[系列 1]

1994年
- CALIII（弗洛里安）

1997年
- 心動美麗同盟（日语：ドキドキプリティリーグ#ドキドキプリティリーグ）（1997年—1998年，星野飛子、具志堅洋子）2作品[系列 2]
- 瑪麗卡 ～真實世界～（日语：マリカ 〜真実の世界〜）（裝甲姊妹·燐）

1998年
- 天仙娘娘 ～劇場版～（唯連、江西C）
- 正邪幻想史（日语：ブラックマトリクス）（1998年—2000年，克雷玖）3作品[系列 3]

1999年
- 少年籃球夢（小泉智美）

2001年
- 真·三國無雙2（2001年—2002年、大喬、小喬）2作品[系列 4]
- 俠客遊 暴風雨（日语：ルナティックドーン#ルナティックドーン テンペスト）（艾莉兒）

2002年
- 命運傳奇2（伊蕾奴·連布蘭特、凱伊路·迪那敏斯〈小時候〉、魔女）
- 魔女的茶會（日语：魔女のお茶会）（瑪娜姆拉瑪娜姆、娜娜、伊旺）

2003年
- 真·三國無雙3（2003年—2004年，大喬、小喬）3作品[系列 5]

2005年
- 真·三國無雙4（2005年—2006年，大喬、小喬）3作品[系列 6]

2006年
- Soul Link EXTENSION（優·山並）
- 命運傳奇（伊蕾奴·連布蘭特）[注 1]

2007年
- 真·三國無雙5（2007年—2009年，小喬）2作品[系列 7]
- 無雙OROCHI（2007年—2009年，大喬、小喬）3作品[系列 8]

2010年
- 真·三國無雙 連袂出擊2（大喬、小喬）

2011年
- 真·三國無雙6（2011年—2012年、大喬、小喬）4作品[系列 9]
- 真·三國無雙 NEXT（大喬、小喬）
- 無雙OROCHI 2（2011年—2013年，大喬、小喬）4作品[系列 10]

2013年
- 真·三國無雙7（2013年—2014年，大喬[13]、小喬[14][15]）3作品[系列 11]

2018年
- 真·三國無雙8（大喬[16]、小喬[17]）
- 無雙OROCHI 3（大喬[18]、小喬[19]）

### 廣播劇CD
- 餓狼傳說2 ～新的戰鬥～（莉莉·康恩）
- CD 前世今生2（愛莉思）
- CD劇場 勇者鬥惡龍IV（日语：CDシアター ドラゴンクエスト）（普普露）
- 廣播劇CD 私立櫻花學園（柿本實）
- CD廣播劇 純愛手札 ～彩之愛歌～（木內茜）
- Soul Link Drama Album/The Animation Mission（2005年—2006年，優·山並）
- 卒業&卒業II 卒業少女全員集合！（加藤美夏）
- 純愛手札 ～彩之愛歌～ with you vol.1—5（木內茜）
- 忍者亂太郎系列（初島孫次郎）
  - 忍者亂太郎 廣播劇CD 生物委員會之段
  - 忍者亂太郎 廣播劇CD 綠組之段 ～上卷～
- BASTARD!! -暗黑的破壞神- 外傳 四天王邂逅篇 卷之一
- 遙遠時空系列（小天狗）
- Voice Challenger Vol.1 -卒業篇-（加藤美夏）
- 文化放送CLUB db 原創廣播劇CD Memory Site 75（高橋會美子、田柄愛里）

### 外語配音

#### 電影
- 超異能快感（英语：Practical Magic）（帕蒂〈瑪莎·傑曼（英语：Martha Gehman）〉）

### 電視劇
- 大搜查線 第5話（1997年）

### 特攝影集
- 電光超人古立特（1993年，Junk的聲音、電話服務的聲音）
- 卡美拉2 雷吉翁襲來（1996年）
- 超人力霸王高斯（2001年，傳說妖精姆格拉的聲音）

### 廣播節目
- 方淳子的GEMUGEMU PARTY（TBS電台）
- 興致高昂○○大放送（日语：はしゃいで○○大放送）（短波電台，1985年4月—1987年3月）[3]
- （短波電台，第3代主持人）[3]
- 週六文藝館（短波電台）
- 週六Meki電台（短波電台）

### 其它
- 在博物館與方純子會面（1998年—2003年）—每月一次在青二博物館舉辦的公開活動。

## 角色歌曲
- Soul Link Character Vocal Album（2005年5月25日）
- Soul Link The Animation Mission 02（2006年6月21日）

## 腳註

## 外部連結
- 嶋方淳子｜青二Production （日語）
- （日語）—方淳子的官方個人部落格。
- （日語）—方淳子的官方個人網站。